# 6530 Adry
6530 Adry (1994 GW) là một tiểu hành tinh vành đai chính được phát hiện ngày 12 tháng 4 năm 1994 bởi V. S. Casulli ở Colleverde di Guidonia.